# Symphony of Six Million
Symphony of Six Million is een Amerikaanse dramafilm uit 1932 onder regie van Gregory La Cava. Destijds werd de film in Nederland uitgebracht onder de titel De armendokter.

## Verhaal
Dokter Felix Klauber raakt vervreemd van zijn hechte, Joodse familie, omdat hij alleen nog bezig is met zijn patiënten. Als zijn familie problemen krijgt, ontdekt hij hoeveel hij heeft gemist. Hij besluit meer aandacht aan hen te schenken.

## Rolverdeling
| Acteur             | Personage         |
| ------------------ | ----------------- |
| Ricardo Cortez     | Dr. Felix Klauber |
| Irene Dunne        | Jessica           |
| Anna Appel         | Hannah Klauber    |
| Gregory Ratoff     | Meyer Klauber     |
| Noel Madison       | Magnus Klauber    |
| Lita Chevret       | Birdie Klauber    |
| John St. Polis     | Dr. Schifflen     |
| Julie Haydon       | Juffrouw Grey     |
| Helen Freeman      | Juffrouw Spencer  |
| Josephine Whittell | Mevrouw Gifford   |
| Oscar Apfel        | Arts              |
| Eddie Phillips     | Man van Birdie    |